# Days/Green
Singles de Ayumi Hamasaki
Mirrorcle World
(2008) Rule/Sparkle
(2009)
Singles de Ayumi Hamasaki
Mirrorcle World
(2008) Rule/Sparkle
(2009)
Days / Green et Green / Days (écrits Days / GREEN et GREEN / Days) sont deux singles similaires de Ayumi Hamasaki, considérés comme deux versions d'un même single, son 44e en excluant ré-éditions, remixes, singles digitaux, et son tout premier single sorti sous un autre label.

## Présentation
Les deux singles sortent simultanément le 17 décembre 2008 au Japon sous le label Avex Trax, produit par Max Matsuura. Ils sortent huit mois après le précédent single de la chanteuse, Mirrorcle World. Considérés comme un même single, en cumulant leurs ventes, ils atteignent la 1re place du classement de l'Oricon, se vendent à 127 650 exemplaires la première semaine, et restent classés pendant quinze semaines, pour un total de 190 891 exemplaires vendus durant cette période.
Les deux singles, « double-face A », ont des pochettes, un ordre des titres et un titre bonus différents ; ils sortent aussi en deux versions « CD+DVD », avec des pochettes différentes et un DVD supplémentaire contenant les clips vidéos des deux chansons inédites et un de leurs « making-of ». Les premières éditions des deux versions « CD+DVD » sortent dans des boîtiers spéciaux rectangulaires de grande taille.
Les différentes versions du single contiennent trois chansons et leurs versions instrumentales, dont deux chansons en commun : Days et Green sur la version « Days / Green », leur ordre étant inversé sur la version « Green / Days ». Pour fêter les dix ans de carrière de la chanteuse chez Avex, la version  « Days / Green » (et sa version avec DVD) contient en troisième titre une nouvelle version de la chanson-titre de son septième single Love ~Destiny~, tandis que la version "Green / Days" (CD et CD+DVD) contient quant à elle une nouvelle version de la chanson-titre de son huitième single To Be, tous deux  sortis en 1999. Le DVD de "Days / Green" contient en plus des deux clips le « making-of » du clip de Days, tandis que le DVD de « Green / Days » contient en plus celui de Green.
Les deux chansons récentes ont servi de thèmes musicaux pour des campagnes publicitaires : Green pour le produit Lumix FX37 de la marque Panasonic, et Days pour NTT Communications. Elles figureront sur l'album Next Level qui sortira trois mois plus tard. La chanson Days sera également remixée sur l'album Ayu-mi-x 7 presents ayu trance 4 de 2011.

## Liste des titres

### Days/Green
Toutes les paroles sont écrites par Ayumi Hamasaki.
| 1. | Days (Original Mix)                                                | Kunio Tago / HΛL          | 5:02 |
| 2. | Green (Original Mix) (GREEN...)                                    | Tetsuya Yukumi / tasuku   | 4:49 |
| 3. | Love ~Destiny~ (10th Anniversary Version) (LOVE...)                | Tsunku / Shingo Kobayashi | 5:06 |
| 4. | Days (Original Mix - Instrumental)                                 | Kunio Tago / HΛL          | 5:02 |
| 5. | Green (Original Mix - Instrumental) (GREEN...)                     | Tetsuya Yukumi / tasuku   | 4:49 |
| 6. | Love ~Destiny~ (10th Anniversary Version - Instrumental) (LOVE...) | Tsunku / Shingo Kobayashi | 5:03 |

| 1. | Days (vidéo clip)  |  |
| 2. | Green (vidéo clip) |  |
| 3. | Days (making of)   |  |

### Green/Days
Toutes les paroles sont écrites par Ayumi Hamasaki.
| 1. | Green (Original Mix) (GREEN...)                            | Tetsuya Yukumi / tasuku | 4:49 |
| 2. | Days (Original Mix)                                        | Kunio Tago / HΛL        | 5:02 |
| 3. | To Be (10th Anniversary Version) (TO BE...)                | D･A･I / HΛL             | 5:22 |
| 4. | Green (Original Mix - Instrumental) (GREEN...)             | Tetsuya Yukumi / tasuku | 4:49 |
| 5. | Days (Original Mix - Instrumental)                         | Kunio Tago / HΛL        | 5:02 |
| 6. | To Be (10th Anniversary Version - Instrumental) (TO BE...) | D･A･I / HΛL             | 5:19 |

| 1. | Green (vidéo clip) |  |
| 2. | Days (vidéo clip)  |  |
| 3. | Green (making of)  |  |